# Anne Piquereau
Anne Piquereau (ur. 15 czerwca 1964 w Poitiers) – francuska lekkoatletka specjalizująca się w krótkich biegach płotkarskich, dwukrotna uczestniczka letnich igrzysk olimpijskich (Seul 1988, Barcelona 1992).

## Sukcesy sportowe
- trzykrotna mistrzyni Francji w biegu na 100 metrów przez płotki – 1988, 1992, 1994[1]
- czterokrotna halowa mistrzyni Francji w biegu na 60 metrów przez płotki – 1985, 1986, 1987, 1990[2]

| Rok  | Miasto     | Zawody                      | Konkurencja       | Wynik         |
| ---- | ---------- | --------------------------- | ----------------- | ------------- |
| 1981 | Utrecht    | Mistrzostwa Europy juniorów | bieg na 100 m ppł | brązowy medal |
| 1984 | Göteborg   | Halowe mistrzostwa Europy   | bieg na 60 m ppł  | 8. miejsce    |
| 1985 | Pireus     | Halowe mistrzostwa Europy   | bieg na 60 m ppł  | brązowy medal |
| 1985 | Paryż      | Światowe igrzyska halowe    | bieg na 60 m ppł  | brązowy medal |
| 1985 | Kobe       | Uniwersjada                 | bieg na 100 m ppł | brązowy medal |
| 1986 | Madryt     | Halowe mistrzostwa Europy   | bieg na 60 m ppł  | srebrny medal |
| 1987 | Liévin     | Halowe mistrzostwa Europy   | bieg na 60 m ppł  | 4. miejsce    |
| 1987 | Rzym       | Mistrzostwa świata          | bieg na 100 m ppł | 5. miejsce    |
| 1989 | Casablanca | Igrzyska frankofońskie      | bieg na 100 m ppł | srebrny medal |
| 1990 | Glasgow    | Halowe mistrzostwa Europy   | bieg na 60 m ppł  | 4. miejsce    |
| 1991 | Sewilla    | Halowe mistrzostwa świata   | bieg na 60 m ppł  | 5. miejsce    |
| 1991 | Ateny      | Igrzyska śródziemnomorskie  | bieg na 100 m ppł | złoty medal   |
| 1992 | Genua      | Halowe mistrzostwa Europy   | bieg na 60 m ppł  | 8. miejsce    |
| 1994 | Paryż      | Halowe mistrzostwa Europy   | bieg na 60 m ppł  | brązowy medal |
| 1994 | Paryż      | Igrzyska frankofońskie      | bieg na 100 m ppł | srebrny medal |
| 1994 | Helsinki   | Mistrzostwa Europy          | bieg na 100 m ppł | 8. miejsce    |
| 1996 | Sztokholm  | Halowe mistrzostwa Europy   | bieg na 60 m ppł  | 5. miejsce    |

## Rekordy życiowe
- bieg na 60 metrów przez płotki (hala) – 7,88 – Lipieck 22/01/1989
- bieg na 100 metrów przez płotki – 12,74 – Paryż 19/07/1991